# 1913년
1913년은 수요일로 시작하는 평년이다.

## 연호
- 중화민국(中華民國) 민국(民國) 2년
- 일본(日本) 다이쇼(大正) 2년
- 응우옌 왕조(阮朝) 주이떤(維新) 7년

## 기년
- 응우옌 왕조(阮朝) 유신제(維新帝) 7년

## 사건
- 1월 1일 - 한국 최초의 어린이 신문인 《붉은 저고리》가 창간되었다.
- 1월 5일 - 국권회복 비밀단체를 조직하여 경기도와 충청도 일대에서 군자금을 모금하던 이강덕 등이 체포되었다.
- 1월 15일 - 이완용, 조중응 등이 조선권업회를 조직하였다.
- 1월 31일 - 관부연락선인 고려마루 호 (高麗丸)가 취항하였다.
- 2월 2일 - 티베트와 몽골, 몽장 조약 체결.
- 2월 5일 - 이인직이 《매일신보》에 〈모란봉〉연재를 시작하였다.
- 2월 11일 - 민중데모로 가쓰라 다로 내각이 무너진다.
- 3월 20일 - 신민회 사건에 대한 공소심이 경성 복심원에서 열려, 윤치호, 양기탁, 안태국 등은 징역 6년, 옥관빈은 5년, 기타 99명은 무죄가 선고되었다.
- 3월 22일 - 중국 국민당이 선거에 승리하고 피살당한 쏭자오인 사망. 이 후 원세계가 국회 해산 단행.
- 4월 - 최남선이 《소년》의 후신으로 월간 《새별》을 창간하였다.
- 4월 1일 - 조선은행 도쿄지점이 설치되었다.
- 4월 2일 - 김재순 전 수반판사가 독립운동을 위해 일본에 건너갔다 (독립의군부 사건)
- 4월 19일 - 미국 하와이에서 대한인부인회가 조직되었다.
- 5월 13일
  - 안창호가 미국 샌프란시스코에서 흥사단을 조직하였다.
  - 조중환이 《매일신보》에 〈장한몽〉연재를 시작하였다.
- 5월 21일 - 의병장 노병직이 체포되어 징역 10년을 선고받았다.
- 5월 25일 - 한용운이 《불교유신론》을 간행하였다.
- 6월 10일 - 조선철도가 시베리아를 경유한 유럽 간 여객, 수하물 연락운수 사업을 개시하였다.
- 6월 13일 -  사립 세브란스 병원 의학교가 사립 세브란스 연합 병원 의학교로 교명 변경.
- 7월 7일 - 스에마츠가 고려 때 유적인 진남포 고분을 발견하였다.
- 7월 10일 - 박영효, 유길준, 송병준 등이 조선무역주식회사를 창립하였다.
- 8월 13일 - 독립의군부 사건으로 김재순 외 4명이 징역을 선고받았다.
- 8월 15일 - 조선에서 지세징수에 관한 건이 공포되었다.
- 8월 16일 - 일본에서 최초로 도호쿠 제국대학 여자 학생 3인 입학.
- 9월 11일 - 양정고등보통학교 설립 인가. 현존하는 당시의 최초 남자 고등보통학교가 됨(즉 공인된 남자 중등학교가 생김)
- 9월 23일 - 일제강점기: 일본, 육해군형법(陸海軍刑法)을 조선에 시행하는 법률 공포 시행
- 10월 5일 - 국왕이었던 오토가 사촌인 섭정 루트비히 왕자에 의해 폐위되고, 루트비히가 루트비히 3세로 즉위하다.
- 11월 2일 - 이탈리아 왕국에서 총선이 실시되어 조반니 졸리티가 이끄는 자유연합이 최다 의석수를 차지하였다.
- 11월 8일 - 경신학교 학생 108명이 동맹휴학에 들어갔다.
- 11월 - 이동휘가 간도에 항일단체 한교동사회를 조직하였다.
- 12월 10일 - 이석용 호남창의대장이 임실에서 체포되었다.
- 12월 15일
  - 서울에 베네딕트 수도원이 설립되었다.
  - 한강철교 복선화가 완료되었다.
- 12월 27일 - 경성 광희문-왕십리-진팔리 간 전차 운행이 개시되었다.

## 탄생

### 1월
- 1월 6일
  - 폴란드의 정치인 에드바르트 기에레크. (~2001년)
  - 미국의 배우 로레타 영. (~2000년)
- 1월 9일 - 미국의 제37대 대통령 리처드 닉슨. (~1994년)
- 1월 10일
  - 체코슬로바키아의 정치인 구스타프 후사크. (~1991년)
  - 북한의 시인 겸 극작가 조명암. (~1993년)
- 1월 25일 - 폴란드의 작곡가 비톨트 루토스와프스키. (~1994년)
- 1월 31일 - 일본의 야구 선수, 야구 지도자 하타후쿠 도시히데. (~1981년)

### 2월
- 2월 2일 - 중국의 군인, 정치인 훙쉐즈. (~2006년)
- 2월 4일 - 미국의 아프리카계 미국인 민권 운동가 로자 파크스. (~2005년)
- 2월 13일
  - 사우디아라비아의 제4대 국왕 칼리드 빈 압둘아지즈 알사우드. (~1982년)
  - 덴마크의 군인 카이 베르트람센. (~1944년)
- 2월 18일 - 대한민국의 동양화가 김기창. (~2001년)
- 2월 21일 - 미국의 교육심리학자 벤저민 블룸. (~1999년)
- 2월 27일
  - 대한민국의 화가 김환기. (~1974년)
  - 미국의 극작가, 소설가 어윈 쇼. (~1984년)

### 3월
- 3월 4일 - 미국의 배우 존 가필드. (~1952년)
- 3월 18일 - 프랑스의 영화감독 르네 클레망. (~1996년)
- 3월 22일 - 대한민국의 작곡가 김동진. (~2009년)
- 3월 25일 - 대한민국의 정치인 송방용. (~2001년)
- 3월 26일 - 헝가리의 수학자 에르되시 팔. (~1996년)

### 4월
- 4월 3일 - 대한민국의 서양화가 김환기. (~1974년)
- 4월 4일 - 대한민국의 시인 김현승. (~1975년)
- 4월 8일 - 대한민국의 항공공학자 겸 대학 교수 예비역 대한민국 공군 소령 장극. (~2008년)
- 4월 10일 - 독일의 사회주의적 성향의 작가, 언론인 슈테판 하임. (~2001년)
- 4월 13일 - 대한민국의 대중음악 작곡가 손목인. (~1999년)
- 4월 20일 - 대한민국의 정치인 고재필. (~2005년)

### 5월
- 5월 3일 - 미국의 극작가 윌리엄 인지. (~1973년)
- 5월 18일 - 프랑스의 샹송가수 샤를 트레네. (~2001년)
- 5월 20일  - 미국의 엔지니어, 휴렛 팩커드 공동 설립자 빌 휴렛. (~2001년)
- 5월 21일 - 그리스의 피아노 연주자 지나 바카우어. (~1976년)

### 6월
- 6월 18일 - 대한민국의 역사학자 김성칠. (~1951년)
- 6월 26일 - 대한민국의 한글학자 겸 시인 한갑수. (~2004년)
- 6월 30일 - 미국의 사회주의 운동가 리처드 S. 프레이저. (~1988년)

### 7월
- 7월 6일 - 브라질의 축구 선수, 축구 감독 레오니다스 다 시우바. (~2004년)
- 7월 14일 - 미국의 38대 대통령 제럴드 포드. (~2006년)
- 7월 25일 - 대한민국의 역사학자 김성칠. (~1951년)

### 8월
- 8월 6일 - 일본의 배우 소노이 케이코. (~1945년)
- 8월 10일 - 독일의 물리학자 볼프강 파울. (~1993년)
- 8월 15일 - 대한민국의 기업인, 정치인 김성곤. (~1975년)
- 8월 16일 - 이스라엘의 정치인 메나헴 베긴. (~1992년)
- 8월 27일 - 대한민국의 연극배우 겸 영화배우 노재신. (~2003년)
- 8월 31일 - 미국의 야구 선수 레이 댄드리지.

### 9월
- 9월 2일 - 조선의 공산주의 독립운동가 박성철. (~2008년)
- 9월 6일 - 브라질의 축구 선수 레오니다스 다 시우바. (~2004년)
- 9월 12일 - 미국의 육상 선수 제시 오언스. (~1980년)
- 9월 20일 - 중국의 작가 수췬. (~1989년)
- 9월 29일 - 이탈리아의 축구 선수, 축구 감독 실비오 피올라. (~1996년)

### 10월
- 10월 15일 - 중화인민공화국의 정치인 시중쉰. (~2002년)
- 10월 22일 - 헝가리계 유태인, 미국인 사진작가 로버트 카파. (~1954년)
- 10월 28일 - 대한민국의 음악가, 작곡가 박시춘. (~1996년)

### 11월
- 11월 1일 - 대한민국의 시인 양명문. (~1985년)
- 11월 2일 - 미국의 배우 버트 랭커스터. (~1994년)
- 11월 5일
  - 영국의 배우 비비언 리. (~1967년)
  - 미국의 배우 존 맥기버. (~1975년)
- 11월 7일 - 프랑스의 소설가 알베르 카뮈. (~1960년)
- 11월 8일 - 대한민국의 화가 김두환. (~1994년)
- 11월 11일 - 대한민국의 법조인, 외교관, 정치인 김용식. (~1995년)
- 11월 22일 - 영국의 작곡가 벤저민 브리튼. (~1976년)

### 12월
- 12월 12일 - 대한민국의 법조인 민복기. (~2007년)
- 12월 18일 - 독일의 정치인, 총리 빌리 브란트. (~1992년)
- 12월 21일 - 대한민국의 소설가, 시인 김동리. (~1995년)

### 미상
- 대한민국의 정치인 이영호. (~1988년)
- 일본의 축구 선수 다카하시 도요지. (~1940년)

## 사망

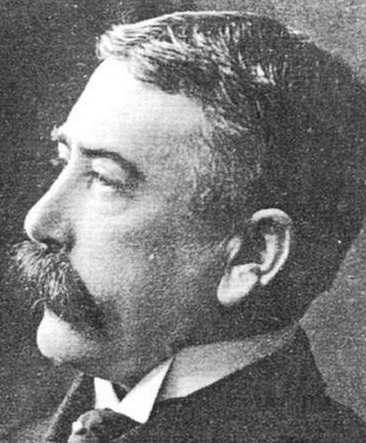
페르디낭 드 소쉬르

- 2월 22일 - 스위스의 언어학자 페르디낭 드 소쉬르. (1857년~)
- 11월 22일 - 일본 에도 막부의 제15대 (마지막) 쇼군 도쿠가와 요시노부. (1837년~)

## 노벨상
- 물리학상 - 헤이커 카메를링 오너스
- 화학상 -
- 생리학·의학상 -
- 평화상 -
- 문학상 -

## 달력
| 1월 |    |    |    |    |    |    |
| 일  | 월 | 화 | 수 | 목 | 금 | 토 |
|     |    |    | 1  | 2  | 3  | 4  |
| 5   | 6  | 7  | 8  | 9  | 10 | 11 |
| 12  | 13 | 14 | 15 | 16 | 17 | 18 |
| 19  | 20 | 21 | 22 | 23 | 24 | 25 |
| 26  | 27 | 28 | 29 | 30 | 31 |    |

| 2월 |    |    |    |    |    |    |
| 일  | 월 | 화 | 수 | 목 | 금 | 토 |
|     |    |    |    |    |    | 1  |
| 2   | 3  | 4  | 5  | 6  | 7  | 8  |
| 9   | 10 | 11 | 12 | 13 | 14 | 15 |
| 16  | 17 | 18 | 19 | 20 | 21 | 22 |
| 23  | 24 | 25 | 26 | 27 | 28 |    |

| 3월 |    |    |    |    |    |    |
| 일  | 월 | 화 | 수 | 목 | 금 | 토 |
|     |    |    |    |    |    | 1  |
| 2   | 3  | 4  | 5  | 6  | 7  | 8  |
| 9   | 10 | 11 | 12 | 13 | 14 | 15 |
| 16  | 17 | 18 | 19 | 20 | 21 | 22 |
| 23  | 24 | 25 | 26 | 27 | 28 | 29 |
| 30  | 31 |    |    |    |    |    |

| 4월 |    |    |    |    |    |    |
| 일  | 월 | 화 | 수 | 목 | 금 | 토 |
|     |    | 1  | 2  | 3  | 4  | 5  |
| 6   | 7  | 8  | 9  | 10 | 11 | 12 |
| 13  | 14 | 15 | 16 | 17 | 18 | 19 |
| 20  | 21 | 22 | 23 | 24 | 25 | 26 |
| 27  | 28 | 29 | 30 |    |    |    |

| 5월 |    |    |    |    |    |    |
| 일  | 월 | 화 | 수 | 목 | 금 | 토 |
|     |    |    |    | 1  | 2  | 3  |
| 4   | 5  | 6  | 7  | 8  | 9  | 10 |
| 11  | 12 | 13 | 14 | 15 | 16 | 17 |
| 18  | 19 | 20 | 21 | 22 | 23 | 24 |
| 25  | 26 | 27 | 28 | 29 | 30 | 31 |

| 6월 |    |    |    |    |    |    |
| 일  | 월 | 화 | 수 | 목 | 금 | 토 |
| 1   | 2  | 3  | 4  | 5  | 6  | 7  |
| 8   | 9  | 10 | 11 | 12 | 13 | 14 |
| 15  | 16 | 17 | 18 | 19 | 20 | 21 |
| 22  | 23 | 24 | 25 | 26 | 27 | 28 |
| 29  | 30 |    |    |    |    |    |

| 7월 |    |    |    |    |    |    |
| 일  | 월 | 화 | 수 | 목 | 금 | 토 |
|     |    | 1  | 2  | 3  | 4  | 5  |
| 6   | 7  | 8  | 9  | 10 | 11 | 12 |
| 13  | 14 | 15 | 16 | 17 | 18 | 19 |
| 20  | 21 | 22 | 23 | 24 | 25 | 26 |
| 27  | 28 | 29 | 30 | 31 |    |    |

| 8월 |    |    |    |    |    |    |
| 일  | 월 | 화 | 수 | 목 | 금 | 토 |
|     |    |    |    |    | 1  | 2  |
| 3   | 4  | 5  | 6  | 7  | 8  | 9  |
| 10  | 11 | 12 | 13 | 14 | 15 | 16 |
| 17  | 18 | 19 | 20 | 21 | 22 | 23 |
| 24  | 25 | 26 | 27 | 28 | 29 | 30 |
| 31  |    |    |    |    |    |    |

| 9월 |    |    |    |    |    |    |
| 일  | 월 | 화 | 수 | 목 | 금 | 토 |
|     | 1  | 2  | 3  | 4  | 5  | 6  |
| 7   | 8  | 9  | 10 | 11 | 12 | 13 |
| 14  | 15 | 16 | 17 | 18 | 19 | 20 |
| 21  | 22 | 23 | 24 | 25 | 26 | 27 |
| 28  | 29 | 30 |    |    |    |    |

| 10월 |    |    |    |    |    |    |
| 일   | 월 | 화 | 수 | 목 | 금 | 토 |
|      |    |    | 1  | 2  | 3  | 4  |
| 5    | 6  | 7  | 8  | 9  | 10 | 11 |
| 12   | 13 | 14 | 15 | 16 | 17 | 18 |
| 19   | 20 | 21 | 22 | 23 | 24 | 25 |
| 26   | 27 | 28 | 29 | 30 | 31 |    |

| 11월 |    |    |    |    |    |    |
| 일   | 월 | 화 | 수 | 목 | 금 | 토 |
|      |    |    |    |    |    | 1  |
| 2    | 3  | 4  | 5  | 6  | 7  | 8  |
| 9    | 10 | 11 | 12 | 13 | 14 | 15 |
| 16   | 17 | 18 | 19 | 20 | 21 | 22 |
| 23   | 24 | 25 | 26 | 27 | 28 | 29 |
| 30   |    |    |    |    |    |    |

| 12월 |    |    |    |    |    |    |
| 일   | 월 | 화 | 수 | 목 | 금 | 토 |
|      | 1  | 2  | 3  | 4  | 5  | 6  |
| 7    | 8  | 9  | 10 | 11 | 12 | 13 |
| 14   | 15 | 16 | 17 | 18 | 19 | 20 |
| 21   | 22 | 23 | 24 | 25 | 26 | 27 |
| 28   | 29 | 30 | 31 |    |    |    |

### 음양력 대조 일람
| 음력월 | 월건 | 대소 | 음력 1일의 양력 월일 | 음력 1일 간지 |
| ------ | ---- | ---- | -------------------- | ------------- |
| 1월    | 갑인 | 대   | 2월 6일              | 무오          |
| 2월    | 을묘 | 대   | 3월 8일              | 무자          |
| 3월    | 병진 | 소   | 4월 7일              | 무오          |
| 4월    | 정사 | 대   | 5월 6일              | 정해          |
| 5월    | 무오 | 소   | 6월 5일              | 정사          |
| 6월    | 기미 | 소   | 7월 4일              | 병술          |
| 7월    | 경신 | 대   | 8월 2일              | 을묘          |
| 8월    | 신유 | 소   | 9월 1일              | 을유          |
| 9월    | 임술 | 소   | 9월 30일             | 갑인          |
| 10월   | 계해 | 대   | 10월 29일            | 계미          |
| 11월   | 갑자 | 소   | 11월 28일            | 계축          |
| 12월   | 을축 | 대   | 12월 27일            | 임오          |